# Paronychia erecta
Paronychia erecta är en nejlikväxtart som först beskrevs av Chapman, och fick sitt nu gällande namn av Lloyd Herbert Shinners. Paronychia erecta ingår i släktet prasselörter, och familjen nejlikväxter. Inga underarter finns listade i Catalogue of Life.